# 응우옌푹홍이
응우옌푹홍이(베트남어: Nguyễn Phúc Hồng Y / 阮福洪依, 1833년 9월 11일 ~ 1877년 2월 23일)는 응우옌 왕조의 황족이다. 아버지는 티에우찌이며, 어머니는 숙비(淑妃) 응우옌 티 쑤옌(Nguyễn Thị Xuyên/阮氏川)이다. 뜨득황제(嗣德帝)하고는 이복동생이다.

## 생애
1846년, 황자 응우옌 푹 홍이는 건서공(베트남어: Kiến Thụy Công / 建瑞公)에 책봉된다. 1854년에 견서공 홍이는 이복형제이자 가장 큰 형이던 안풍군왕(베트남어: An Phong Quận Vương / 安豊郡王) 응우옌푹홍바오(베트남어: Nguyễn Phúc Hồng Bảo / 阮福洪保)가 후계자 없이 사망하면서, 안풍공(베트남어: An Phong Quận Công / 安豊公)에 겸직을 하게 되었다. 이후에 황제 뜨득이 후사가 없자, 차남인 응우옌 푹 응전(베트남어: Nguyễn Phúc Ưng Chân / 阮福膺禛)이 양자로 들이게 되었다. 1877년, 향년 44세에 사망하게 된다. 사후에 응전이 즉득황제(育德帝)으로 즉위하게 되면서 서태왕(베트남어: Thoại Thái Vương / 瑞太王)으로 추존하게 되나, 황제 즉득이 폐위하면서 서군공(베트남어: Thụy Quận Công / 瑞郡公)으로 격하되게 된다. 다시 손자인 응우옌 푹 브우런(베트남어: Nguyễn Phúc Bửu Lân / 阮福寶嶙)이 황제로 즉위하면서, 다시 서태왕으로 추존이 된다.

## 가족관계
- 서태왕비(베트남어: Thoại Thái Vương phi / 瑞太王妃) 쩐 티 응아(베트남어: Trần Thị Nga / 陳氏娥)

- 원래는 43남 24녀를 생산하였으나, 기록에 남은 자녀는 3남 1녀 뿐이다.

1. 견서군공(베트남어: Kiến Thụy Quận Công / 堅瑞郡公) 응우옌 푹 응틴(베트남어: Nguyễn Phúc Ưng Thịnh / 阮福膺祐)
2. 응우옌 푹 응전(베트남어: Nguyễn Phúc Ưng Chân / 阮福膺禛) - 죽득황제(育德帝)으로 즉위.
3. 완복응애(阮福膺𧞇)
4. 공녀(베트남어: Công Nữ / 公女) 응우옌 푹 티엔니엠(베트남어: Nguyễn Phúc Thiện Niệm / 阮福禪念)